# Tibouchina repens
Tibouchina repens är en tvåhjärtbladig växtart som beskrevs av John Julius Wurdack. Tibouchina repens ingår i släktet Tibouchina och familjen Melastomataceae. Inga underarter finns listade i Catalogue of Life.